# Premio Dachau per il Coraggio civile
Il Premio Dachau per il coraggio civile (in tedesco Dachau-Preis für Zivilcourage) è stato istituito dalla città di Dachau nel 2005 per celebrare il 1200º anniversario della città.

## Descrizione
Con questo premio la città vuole onorare le persone "che hanno difeso i diritti delle minoranze perseguitate e discriminate con coraggio, esperienza e impegno". Il premio viene consegnato ogni due anni in occasione della Giornata mondiale dei diritti umani del 10 dicembre presso il Memoriale del campo di concentramento di Dachau, con lo scopo di mantenere viva l'eredità delle vittime dei campi di concentramento e dei combattenti della Resistenza contro il regime nazista, insieme alla somma di 5000 euro. La giuria che nomina i vincitori è composta dalla storica Sybille Steinbacher, dal giornalista Achim Wendler e, dal 2021, dall'artista e scienziato culturale Martin Schmidl.

## Vincitori
- 2005: Maria Seidenberger: da giovane spedì lettere e fotografie dei detenuti del campo di concentramento di Dachau ai loro parenti[3];
- 2007: Lina Haag, oppositrice del regime nazista[4];
- 2009: Mirjam Ohringer, sopravvissuta all'Olocausto[5];
- 2011: Stanislav Zámečník, sopravvissuto all'Olocausto e storico della Repubblica Ceca[6];
- 2013: Jörg Wanke in rappresentanza dell'iniziativa Zossen zeigt Gesicht[7][8];
- 2015: Gülsen Çelebi, avvocato di Düsseldorf che sostiene le donne musulmane e si batte contro il delitto d'onore e la Pegida[9];
- 2017: Jan-Robert von Renesse, per il suo lavoro sulle pensioni del ghetto per i sopravvissuti all'Olocausto[10];
- 2019: Seda Başay-Yıldız, avvocato di parte civile che ha rappresentato i parenti delle vittime nel processo contro il Nationalsozialistischer Untergrund[11];
- 2021: Eva Gruberová e i giovani testimoni del ginnasio di Kirchseeon nel processo contro il video blogger antisemita e di estrema destra Nikolai Nerling[12];
- 2023: Pussy Riot[13][14].